# Universal Television Group
Universal Television Group est un groupe télévisuel américain.
MCA racheta le studio Universal Pictures en 1962. MCA était alors propriétaire de Revue Studios, l'une des principales sociétés de télévisions américaine (Leave It to Beaver, Alfred Hitchcock présente et La Grande Caravane) qu'elle rebaptisa Universal Television.
En 1998, Universal Television fut revendu à USA Network et rebaptisé Studios USA. En 2002, Universal absorba USA Network, rétablit le nom de Universal Television et intégra ses activités télévision au sein du Universal Television Group.
Parmi les programmes produits par Universal Television, on peut citer les séries télévisées Columbo, Baretta, Code Quantum, Deux flics à Miami, Disparitions, Dragnet, Espions d'État, K 2000, Magnum, Monk, New York, police judiciaire, New York, unité spéciale, New York, section criminelle, Tremors, Washington Police, et les émissions de flux Crossing Over With John Edward, Maury, Happy Tree Friends et The Jerry Springer Show.
En 2005, Universal Television exploite trois chaînes de télévision câblées aux États-Unis : USA Network (chaîne de divertissement généraliste), Sci Fi Channel (spécialisée dans le fantastique et la science-fiction) et Trio (chaîne spécialisée dans la culture et les arts populaires). Hors des États-Unis, Universal Studios exploite un réseau de chaînes de télévision dans 25 pays. Il s'agit soit de déclinaisons de ses chaînes américaines (Sci-Fi Channel ou USA Network), soit de créations originales (13e rue, Studio Universal).
Après avoir été contrôlé par Vivendi Universal Entertainment, Universal Television Group a été intégré en mai 2004 au sein de NBC Universal.

## Anciennes chaînes du groupe
- Newsworld International (chaîne d'information en continu) rachetée par INdTV en 2004.